# Eumorpha elisa
Eumorpha elisa is een vlinder uit de familie van de pijlstaarten (Sphingidae). De wetenschappelijke naam van de soort werd in 1901 gepubliceerd door Smyth.